# タンパク質間相互作用

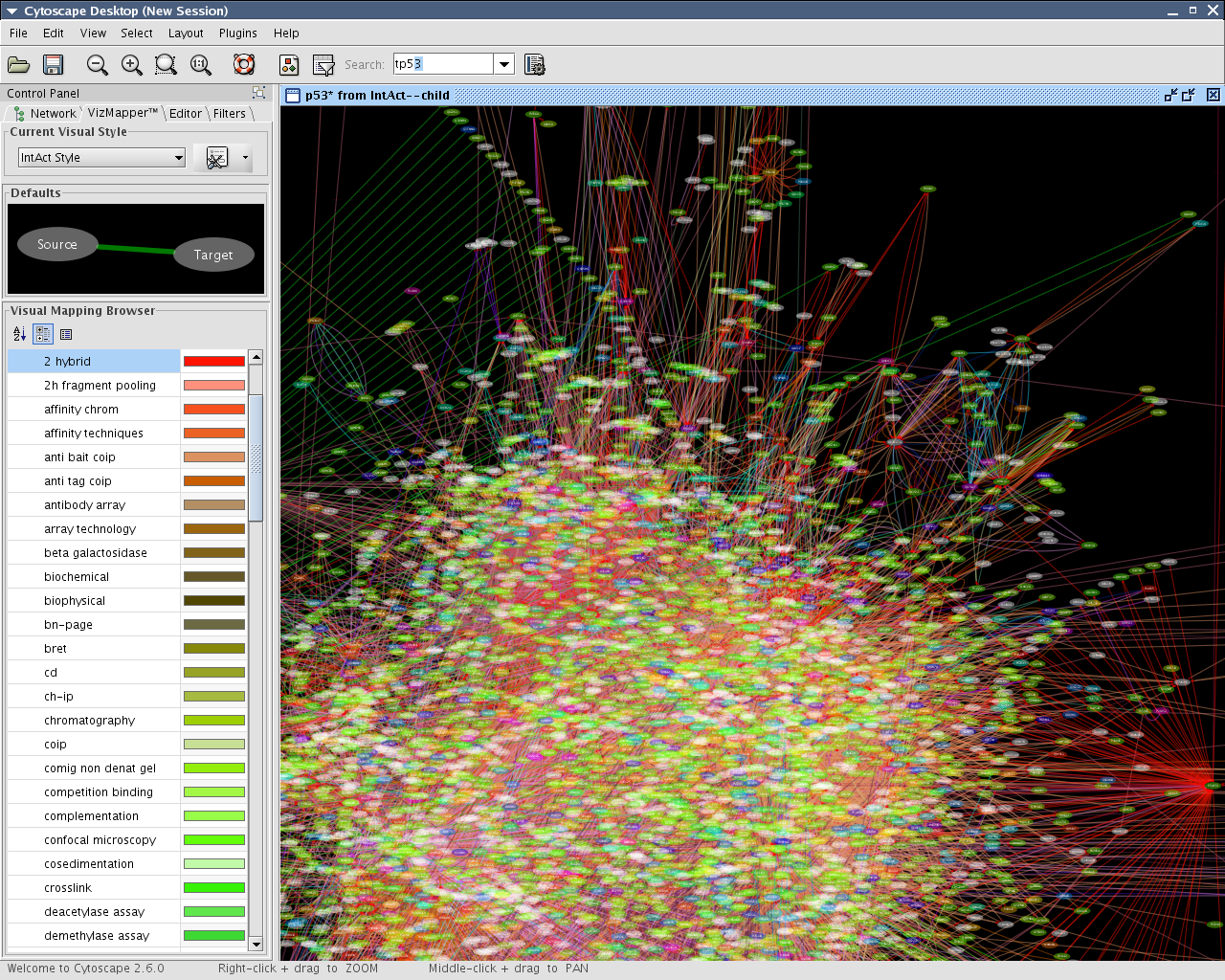
P53遺伝子周辺のタンパク質間相互作用。IntActのデータを元にCytoscapeで可視化。辺の色は、実験手法の違いを表す。

タンパク質間相互作用（たんぱくしつかんそうごさよう、PPI; protein-protein interaction）とは、タンパク質分子間の相互作用である。具体的には、複数の異なるタンパク質分子が状態に応じて特異的複合体を形成する現象として捉えられる。
タンパク質には、単体で機能するタンパク質もあるが、多くのタンパク質は他のタンパク質や生体高分子と相互作用することでその機能を果たす(構造タンパク質、代謝に関わる酵素群、シグナル伝達に関わるタンパク質、転写因子など)。よって、タンパク質の機能を解明する上でタンパク質間相互作用は必要不可欠な情報である。
近年、プロテオーム解析(プロテオミクス)が進み、タンパク質間相互作用の検出も大規模に行われるようになってきた。これらの大規模なタンパク質間相互作用情報はインタラクトームの代表例であり、これらインタラクトームをネットワークとして捉えることにより、グラフ理論を用いた解析も行われている。

## 実験法
PPIを検出する実験方法は、基本的にはタンパク質分子が互いに結合していること、あるいは空間的にごく近接して存在することを示す方法である。次のようなものが目的に応じて用いられる。
- Two-hybrid 法 (Y2H)：2つの分子が結合して初めて活性を示すのを利用する。
- 共免疫沈降法：免疫沈降法によりタンパク質複合体を回収する。さらにこれを拡張して抗原抗体反応の代わりにタグの特異的結合性を用いる方法を"プルダウンアッセイ"(pull down assay)という。これらに質量分析を組み合わせることにより、既知のタンパク質と相互作用する未知のタンパク質の正体を明らかにすることができる。
- プロテインチップ：表面プラズモン共鳴を用いて相互作用を検出する。平衡状態だけでなく、結合・解離の速度論的解析も可能である。類似の方法として水晶振動子を用いるものもある。
- 立体構造解析：X線回折などを利用して複合体の具体的な構造を明らかにする。
- ファージ・ディスプレイ法およびin vitro virus (IVV)法：相互作用するタンパク質の遺伝子を特定し回収する。
- ファーウェスタン法：ウェスタンブロッティングの応用で抗原抗体反応の代わりに特異的相互作用を用いる。
- クロスリンク(架橋)法：低分子化合物で複合体のタンパク質分子間を架橋し固定する。
- 蛍光消光法：2分子間の距離に応じて蛍光の消光が起こるのを利用する。

## データベース
PPIの主要なデータベースとしては、BIND, DIP,  MINT, HPRD, IntActなどがある。また、PPI viewでは日本のヒト遺伝子データベース H-Invitational Databaseのタンパク質に割り当てられたPPI情報を閲覧できる。さらに、創薬ターゲットとなりうるタンパク質間相互作用を収集したデータベースにDr. PIASがある。